# Biała Oksza
Biała Oksza – rzeka w powiecie kłobuckim, w województwie śląskim. Prawy dopływ Liswarty, długości 28,9 km. Płynie na Wyżynie Wieluńskiej. Rozpoczyna bieg pomiędzy wsiami Hutka i Rybno, kończy wpadając do Liswarty w okolicach wsi Borowa.
Na Białej Okszy, mimo jej stosunkowo krótkiego biegu, utworzono dwa sztuczne zalewy pełniące funkcje rekreacyjne i retencyjne. Są to Zalew Zakrzew, o powierzchni 9,4 ha znajdujący się w Kłobucku oraz Zalew Ostrowy, w Ostrowach nad Okszą o powierzchni 39 ha. Wody rzeki zasilają również wiele stawów rybnych.

## Miejscowości leżące nad rzeką
- Hutka
- Rybno
- Kłobuck
- Łobodno
- Ostrowy nad Okszą
- Borowa

## Galeria

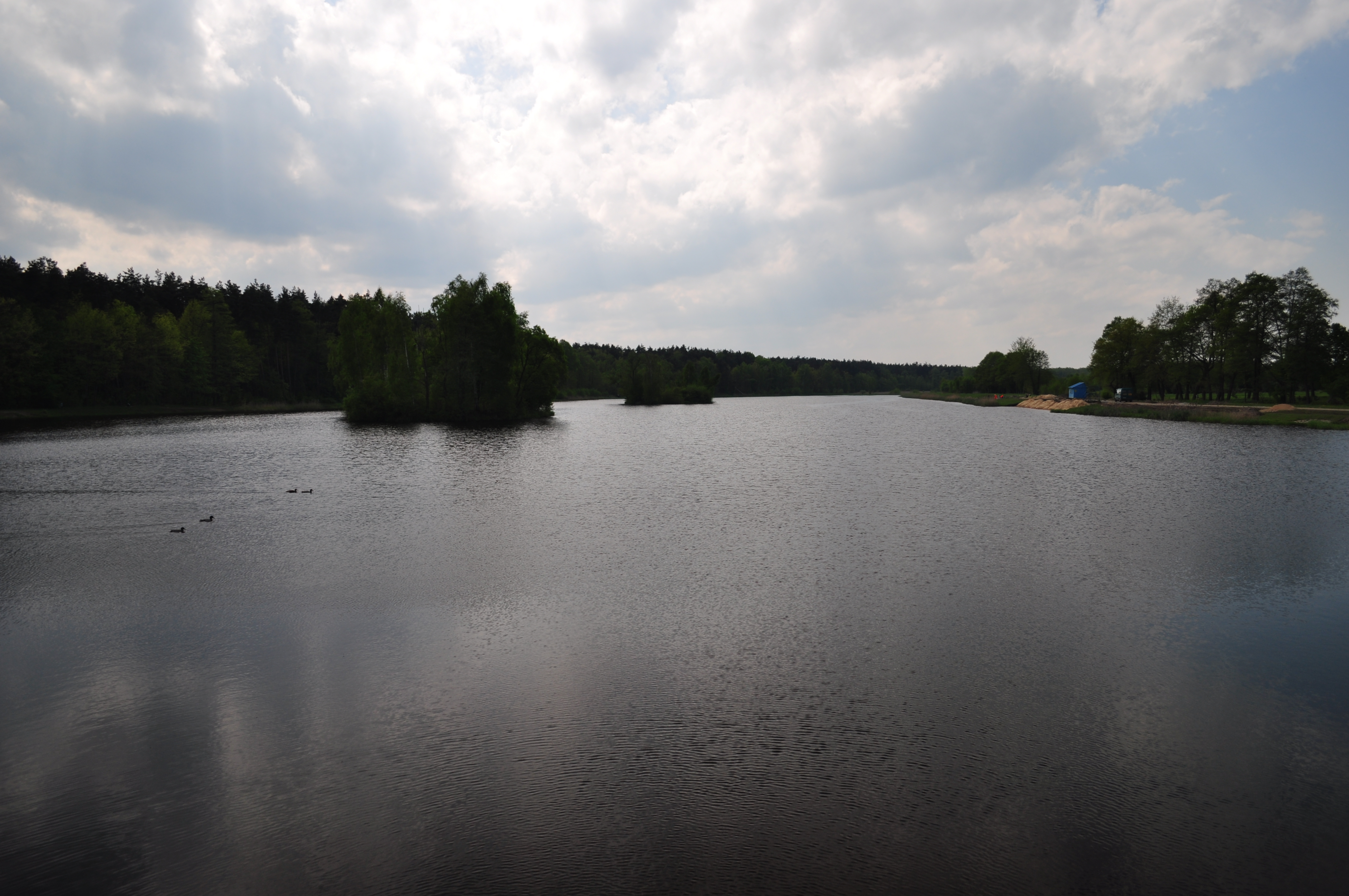
Widok na zalew Zakrzew
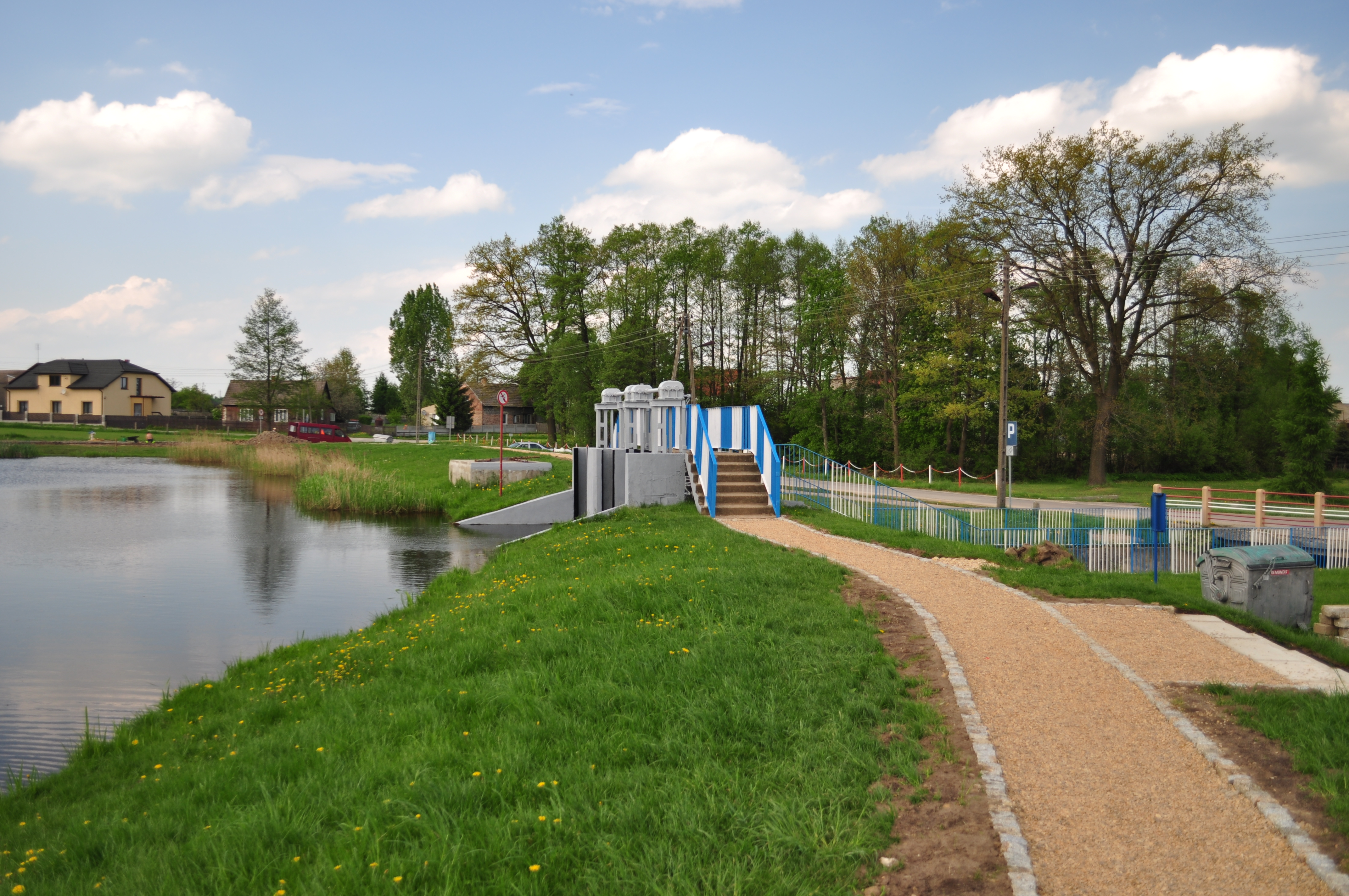
Zapora zalewu Zakrzew
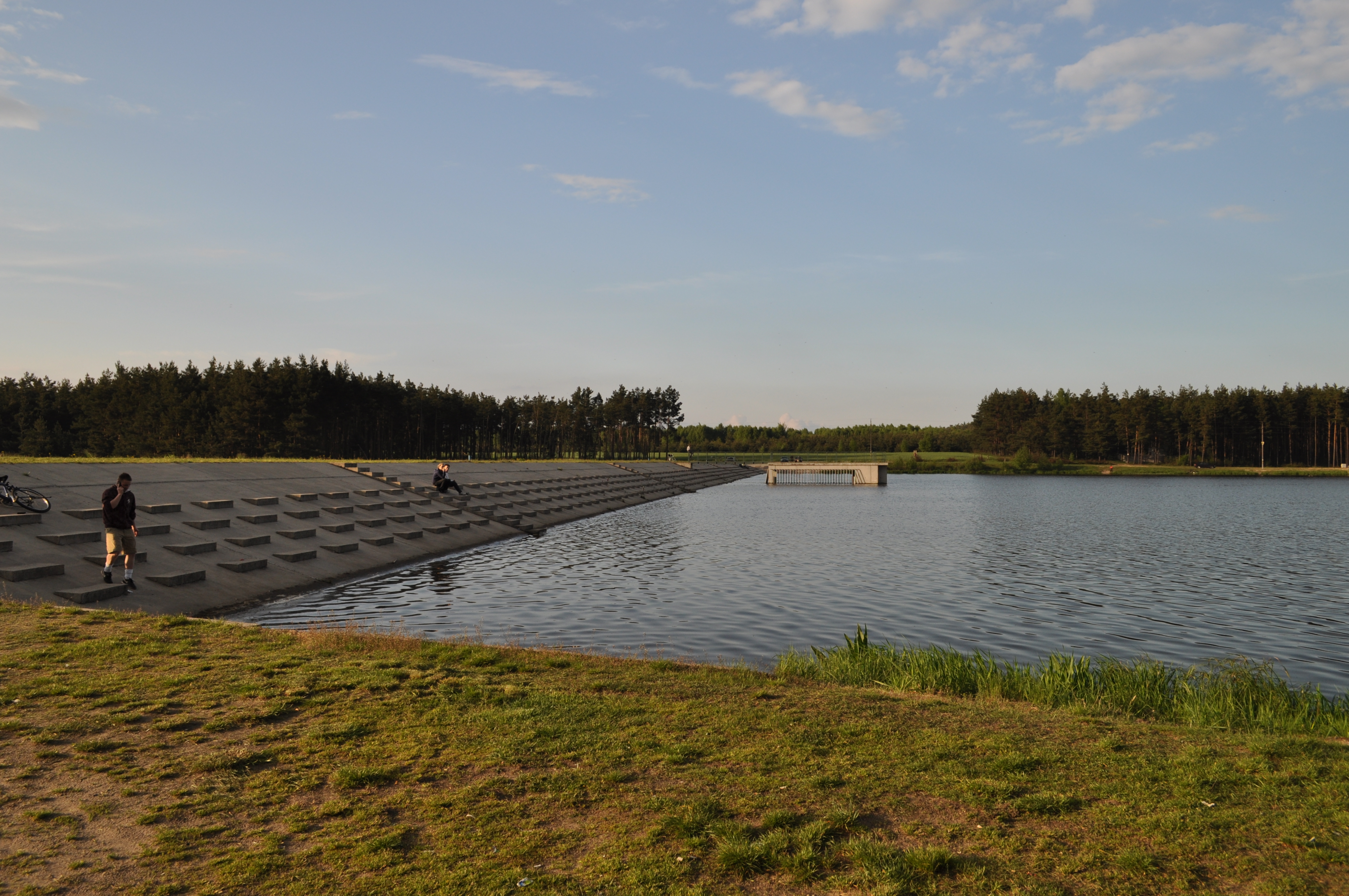
Zapora zalewu w Ostrowach
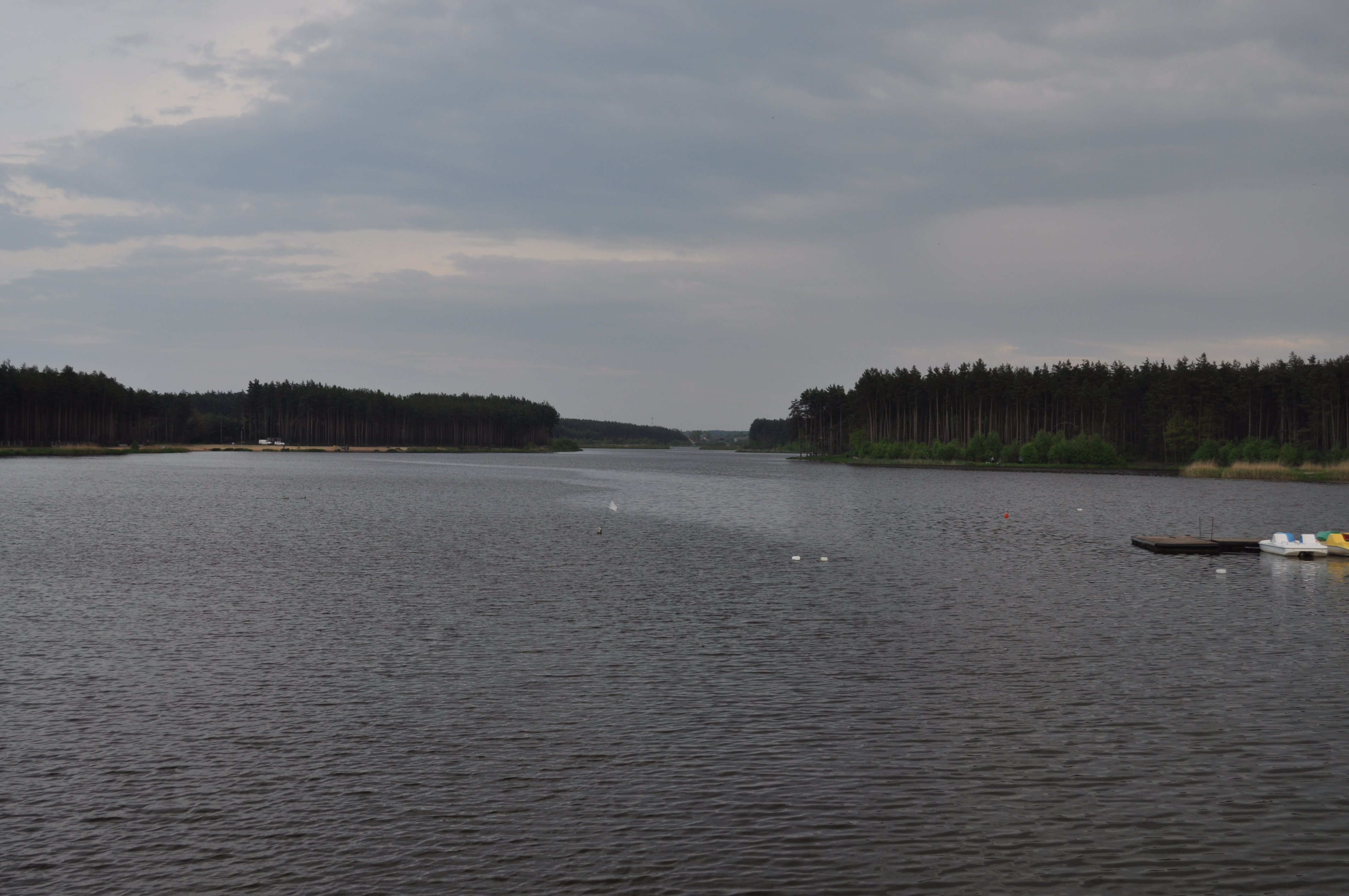
Widok na zalew w Ostrowach